# 嵐のマッチョマン
『嵐のマッチョマン』（あらしのマッチョマン）は、1987年2月25日に発売されたとんねるずの10枚目のシングル。

## 概要
1970年代ディスコ風の楽曲。歌詞にも「恋するマッチョ」「ハロー・ミスター・モンキー」「おしゃれフリーク」「ハッスル」「可愛いいひとよ」「ソウルドラキュラ」「ジンギスカン」といった、ディスコナンバーのタイトルが散りばめられている。
1番の歌詞にある「ギリシャ館」は新宿歌舞伎町の第二東亜会館内にあったディスコ「カンタベリーハウスギリシャ館」のこと。3番の歌詞の最後にある「上高地で仮眠して(バウムクーヘン) 浦和までは帰れない」は、二人の友人が浦和に住んでおり、閉店までディスコで踊った後、「上高地」という喫茶店に行くのが決まりだったが、タイムサービスでバウムクーヘンが提供される時間までいると、終電まで間に合わなくなるので、仮眠して翌朝の始発まで待たないと帰れないという身内ネタである。
コーラス担当の女性が「歌詞の意味が全くわからないので歌いたくない」とレコーディングを拒否しかけたというエピソードがある。

## 収録曲
全曲　作詞：秋元康／作曲・編曲：後藤次利
1. 嵐のマッチョマン
  - 日清食品「日清焼そばU.F.O.」CMソング
2. 君しかいない